# Avenida General Mosconi (Buenos Aires)
La avenida General Mosconi es una arteria vial de la Ciudad de Buenos Aires, Argentina.

## Recorrido
La Avenida General Mosconi empieza desde Avenida de los Constituyentes, siendo continuación de la Avenida Olázabal, En el barrio de Villa Pueyrredón.
Luego, en la calle Campana, se adentra en el barrio de Villa Devoto junto con el Hospital Sirio Libanés.
A la altura 3.800, tiene al lado, el Polideportivo Parque Onega y el Colegio Fasta San Vicente de Paúl.
En Avenida Chivilcoy, se vuelve doble mano.
Finalmente llega a la Avenida General Paz cortando la Avenida Segurola y la Avenida Lincoln.

## Viaducto bajo tierra
En 2011 se habilta un viaducto bajo tierra para cruzar las vías del Ferrocarril General Urquiza.

## Villa Pueyrredón
- 2.100 Avenida de los Constituyentes

- 2.900 Avenida Nazca

## Villa Devoto
- 3.600 Avenida San Martin
- 4.000 Avenida Chivilcoy